# Parma (Missouri)
Parma è un comune (city) degli Stati Uniti d'America della contea di New Madrid nello Stato del Missouri. La popolazione era di 713 persone al censimento del 2010.

## Geografia fisica
Parma è situata a 36°36′48″N 89°49′03″W.
Secondo lo United States Census Bureau, ha un'area totale di 0,69 miglia quadrate (1,79 km²).

## Storia
Parma fu incorporato come villaggio nel 1900.
A cavallo del XX secolo, Parma possedeva due segherie.
Nel 1903, Parma, insieme alla comunità vicina di Lotta, fu incorporato come villaggio, mantenendo il nome "Parma."
È diventata una città di quarta classe nel 1905.
Il 14 aprile 2015, Tyus Byrd ha prestato giuramento come la prima donna sindaco afroamericana di Parma. La Byrd ha succeduto Randall Ramsey, che era stato sindaco di Parma per un totale di 37 anni. Poco prima che la Byrde doveva essere insediata, quattro dei sei ufficiali di polizia della città si dimisero, insieme all'impiegato della città e il supervisore del trattamento delle acque.

## Società

### Evoluzione demografica
Secondo il censimento del 2010, c'erano 713 persone.

### Etnie e minoranze straniere
Secondo il censimento del 2010, la composizione etnica della città era formata dal 67,46% di bianchi, il 29,45% di afroamericani, lo 0,14% di nativi americani, lo 0,56% di oceanici, l'1,12% di altre razze, e l'1,26% di due o più etnie. Ispanici o latinos di qualunque razza erano il 2,81% della popolazione.